# Éva Tófalvi
Éva Tófalvi (Miercurea Ciuc, 4 december 1978) is een biatlete uit Roemenië. Ze vertegenwoordigde haar vaderland op de Olympische Winterspelen 1998 in Nagano, de Olympische Winterspelen 2002 in Salt Lake City, de Olympische Winterspelen 2006 in Turijn, de Olympische Winterspelen 2010 in Vancouver en de Olympische Winterspelen 2014 in Sotsji.
In 2016 werd bekend dat ook Tófalvi positief is getest voor het dopingsmiddel Meldonium.

## Resultaten

### Olympische Winterspelen
| Jaar | Plaats         | Resultaten                                                                                                  |
| ---- | -------------- | --- |
| 1998 | Nagano         | 31e 7,5 km sprint 11e 15 km individueel                                                                     |
| 2002 | Salt Lake City | 61e 7,5 km sprint 52e 15 km individueel                                                                     |
| 2006 | Turijn         | 70e 7,5 km sprint 19e 15 km individueel 14e 4x6 km estafette                                                |
| 2010 | Vancouver      | 14e 7,5 km sprint 19e 10 km achtervolging 24e 12,5 km massastart 11e 15 km individueel 10e 4x6 km estafette |
| 2014 | Sotji          | 23e 7,5 km sprint 26e 10 km achtervolging 20e 12,5 km massastart 21e 15 km individueel                      |

### Wereldkampioenschappen
| Jaar | Plaats           | Resultaten                                                                                                  |
| ---- | ---------------- | --- |
| 1999 | Oslo             | 12e 15 km individueel                                                                                       |
| 2000 | Oslo             | 39e 7,5 km sprint 18e 10 km achtervolging 37e 15 km individueel                                             |
| 2001 | Pokljuka         | 35e 7,5 km sprint 26e 10 km achtervolging 10e 12,5 km massastart 6e 15 km individueel                       |
| 2003 | Chanty-Mansiejsk | 60e 7,5 km sprint 43e 10 km achtervolging 28e 15 km individueel                                             |
| 2004 | Oberhof          | 37e 7,5 km sprint 43e 10 km achtervolging 63e 15 km individueel                                             |
| 2005 | Hochfilzen       | 30e 7,5 km sprint 16e 10 km achtervolging 62e 15 km individueel 14e 4x6 km estafette                        |
| 2007 | Antholz          | 32e 7,5 km sprint 39e 10 km achtervolging 74e 15 km individueel 11e 4x6 km estafette                        |
| 2008 | Östersund        | 39e 7,5 km sprint 18e 10 km achtervolging 43e 15 km individueel 11e 4x6 km estafette                        |
| 2009 | Pyeongchang      | 20e 7,5 km sprint 21e 10 km achtervolging 14e 12,5 km massastart 7e 15 km individueel 8e 4x6 km estafette   |
| 2011 | Chanty-Mansiejsk | 15e 7,5 km sprint 28e 10 km achtervolging 20e 12,5 km massastart 31e 15 km individueel LAP 4x6 km estafette |
| 2012 | Ruhpolding       | 83e 7,5 km sprint 69e 15 km individueel LAP 4x6 km estafette                                                |
| 2013 | Nové Město       | 31e 7,5 km sprint 34e 10 km achtervolging 43e 15 km individueel DSQ 4x6 km estafette                        |
| 2015 | Kontiolahti      | 71e 7,5 km sprint 73e 15 km individueel 15e 4x6 km estafette                                                |
| 2016 | Oslo             | 57e 7,5 km sprint 56e 10 km achtervolging 68e 15 km individueel LAP 4x6 km estafette                        |

### Wereldbeker
Eindklasseringen
| Seizoen   | Algemeen | Individueel | Sprint | Achtervolging | Massastart |
| --------- | -------- | ----------- | ------ | ------------- | ---------- |
| 1997/1998 | 60e      |             |        |               |            |
| 1998/1999 | 48e      |             |        |               |            |
| 1999/2000 | 40e      |             |        |               |            |
| 2000/2001 | 34e      |             |        |               |            |
| 2001/2002 | 59e      |             |        |               |            |
| 2002/2003 | 50e      |             |        |               |            |
| 2003/2004 | 49e      |             |        |               |            |
| 2004/2005 | 38e      |             |        |               |            |
| 2005/2006 | 57e      |             |        |               |            |
| 2006/2007 | 52e      |             |        |               |            |
| 2007/2008 | 40e      |             |        |               |            |
| 2008/2009 | 11e      |             |        |               |            |
| 2009/2010 | 33e      |             |        |               |            |
| 2010/2011 | 35e      |             |        |               |            |
| 2011/2012 | 39e      |             |        |               |            |
| 2012/2013 | 43e      |             |        |               |            |
| 2013/2014 | 52e      |             |        |               |            |
| 2014/2015 | 49e      |             |        |               |            |
| 2015/2016 | 76e      |             |        |               |            |

Wereldbekerzeges
| Nr. | Datum            | Plaats     | Onderdeel         |
| --- | ---------------- | ---------- | ----------------- |
| 1.  | 18 december 2008 | Hochfilzen | 15 km individueel |